# Cerebratulus nigrus
Cerebratulus nigrus är en djurart som tillhör fylumet slemmaskar, och som först beskrevs av William Stimpson 1855.  Cerebratulus nigrus ingår i släktet fläsknemertiner, och familjen Cerebratulidae. Inga underarter finns listade i Catalogue of Life.